# Fuego y ternura
Fuego y ternura è il terzo album in studio della cantante e attrice messicana Lucerito, pubblicato nel 1985.

## Tracce
1. Magia – 3:20 (Nicolás Urquiza)
2. Bailando Con Tu Recuerdo – 3:05 (Joan Sebastian)
3. El Amor Tocó a Mi Puerta – 3:09 (Omar Alfanno)
4. Tu Amor Por Un Día – 3:03 (Sue & Javier)
5. Así de Simple – 2:59 (Sue & Javier)
6. Fuego y Ternura – 3:19 (Prisma)
7. Siempre Te Seguiré – 3:01 (Luis Rey)
8. Yo Siento – 3:16 (Alfanno)
9. Esta Melodía – 3:04 (Alfanno)
10. Dame, Dame – 3:15 (Urquiza)